# Sándor Palotay
Sándor Palotay (* 25. September 1926 in Lupény; † 5. August 1979 in Budapest) war ein ungarischer adventistischer Theologe und Prediger.

## Leben
Nach dem Erlangen seiner Hochschulreife studierte Palotay an einem Seminar der Siebenten-Tags-Adventisten Theologie, wurde zum Geistlichen eingesegnet und leitete die Wirtschaftsabteilung seiner Kirche. Bald darauf wurde er zum Sekretär des Rates der Freikirchen (SZET) berufen, wurde sein Geschäftsführer und war seit 1969 der Vorsitzende.
Seit 1960 arbeitete er als verantwortlicher Redakteur der Baptisten-Zeitschrift „Friedensbote“. Im Jahre 1966 rief er das Priesterseminar des Rates der Freikirchen ins Leben. Seit 1972 konnten dessen Absolventen an der Reformierten Theologischen Akademie von Debrecen die Priesterprüfung ablegen. Palotay selber erhielt dort im gleichen Jahr sein Lehrer-Diplom, und 1978 wurde er an der Evangelischen Theologischen Akademie zum Doktor der Theologie promoviert. Er veröffentlichte zahlreiche Artikel im „Friedensboten“, in der „Theologischen Rundschau“ und anderen kirchlichen Blättern und gab Schriften heraus, auch zusammen mit anderen. Zu seinen Freunden gehörte der Adventist Jenö Szigeti. In einem von beiden herausgegebenen Buch setzten sie sich besonders mit der Verkündigung der Zeugen Jehovas auseinander, denen sie mit eigenen Glaubenseinsichten widersprachen.
Seit ihrer Gründung war Palotay Mitglied der Christlichen Friedenskonferenz, an deren Allchristlichen Friedensversammlungen in Prag er von 1964 bis 1978 teilnahm. 

## Veröffentlichungen
- Sándor Palotay und Jenö Szigete: Tevedesek Utjan A 'Jehova Tanui', Budapest 1977.
- Sándor Palotay und Jenö Szigete: Die Nazarener, Budapest 1969.